# Кьойлия
Кьойлия или Кьойли (на македонска литературна норма: Ќојлија) е село в община Ибрахимово (Петровец) на Северна Македония.

## География
Селото се намира на 13 километра югоизточно от столицата Скопие в източния дял на Скопската котловина в областта Блатия от лявата страна на магистралата Скопие - Велес.

## История
В края на XIX век Кьойлия е село в Скопска каза на Османската империя. Според статистиката на Васил Кънчов („Македония. Етнография и статистика“) към 1900 година в Кьойли живеят 78 българи християни и 24 турци.
В началото на XX век цялото християнско население на селото е под върховенството на Българската екзархия. По данни на секретаря на екзархията Димитър Мишев (La Macédoine et sa Population Chrétienne) в 1905 година в Кьойлия има 120 българи екзархисти.
След Междусъюзническата война в 1913 година селото влиза в границите на Сърбия.
На етническата си карта от 1927 година Леонард Шулце Йена показва Койлаче (Kojlače) като турско село.
Според преброяването от 2002 година селото има 400 жители.
| Националност     | Всичко |
| северномакедонци | 2      |
| албанци          | 179    |
| турци            | 0      |
| роми             | 1      |
| власи            | 0      |
| сърби            | 0      |
| бошняци          | 215    |
| други            | 3      |